# Patrik Schick
Patrik Schick (Prága, 1996. január 24. –) cseh válogatott labdarúgó, aki jelenleg a Bayer Leverkusen játékosa. A 2020-as Európa-bajnokság egyik legtöbb gólt szerző játékosa, holtversenyben Cristiano Ronaldóval.

## Pályafutása

### Klubcsapatokban
A Sparta Praha saját nevelésű játékosa. 2014. május 3-án debütált az első csapatban az élvonalban az FK Teplice ellen. A szezon végén megnyerték csapatával a bajnoki címet. Szeptember 18-án mutatkozott be az Európa-ligában az olasz SSC Napoli csapata ellen. A 2015–16-os szezon előtt több játéklehetőség miatt kölcsönbe a Bohemians együtteséhez került,ahol 29 tétmérkőzésen lépett pályára és ezeken a találkozón szerzett 8 gólt.
2016 júniusában az olasz UC Sampdoria klubjába igazolt 4 millió euróért. Október 26-án a Juventus elleni bajnoki mérkőzésen szerezte meg az első gólját. Remek szezont produkált a klubnál, amelyre több klub is felfigyelt. A szezon során 11 gólt szerzett, 12 alkalommal volt kezdő és összesen 32 bajnokin lépett pályára. 2017 nyarán két orvosin is részt vett Juventusnál, viszont végül egyiken sem felelt meg, mivel kiderült, hogy szívproblémái vannak.
2017. augusztus 29-én sikeres orvosi vizsgálaton esett át, majd aláírt öt évre az AS Rómához. Első tételként a fővárosiak kölcsönvették a cseh támadót a 2017-18-as szezonra és 6 000 000 eurót fizettek a Sampdoriának. A szerződés szerint a Roma 2020. február 1-jéig fizeti ki a teljes, 42 000 000 eurós vételárat, amellyel Schick lett a Farkasok legdrágább játékosa, megdöntve Gabriel Batistuta rekordját. A szerződés opcióként magába foglalta, hogy amennyiben a Roma 2020 februárja előtt eladja a cseh támadót, akkor a Sampdoria az átigazolási összeg 50%-ra, vagy az előre megállapított 20 000 000 eurós utolsó részletre tarthat igényt, attól függően, hogy melyik összeg a nagyobb.
2019. szeptember 2-án a 2019–2020-as idényre kölcsönbe került az RB Leipzig csapatához, 3,5 millió euróért és a német együttesnek opciós joga lesz rá, hogy végleg megvásárolja. Október 5-én debütált csereként a Bayer Leverkusen csapata ellen 1–1-re végződő bajnoki mérkőzésen. November 30-án a bajnokságban megszerezte első gólját a Paderborn ellen, amely mérkőzést 3–2-re nyertek meg idegenben. 2020. szeptember 8-án jelentették be, hogy 2025-ig szóló szerződést kötött a Bayer Leverkusen csapatával. Szeptember 13-án góllal debütált a kupában az Eintracht Norderstedt ellen. Szeptember 20-án a bajnokságban is bemutatkozott a VfL Wolfsburg ellen 0–0-ra végződő mérkőzésen. Október 3-án első bajnoki gólját szerezte meg a VfB Stuttgart ellen. November 26-án az izraeli Hapóél Beér-Seva ellen 4–1-re megnyert Európa-liga-mérkőzésen is eredményes volt. 2021. december 4-én négy gólt szerzett a Greuther Fürth ellen 7–1-re megnyert bajnoki találkozón.

### A válogatottban
Többször szerepelt a korosztályos válogatottakban és részt vett a 2017-es U21-es labdarúgó-Európa-bajnokságon. 2016. május 27-én a felnőtt válogatottban a máltai labdarúgó-válogatott ellen góllal és gólpasszal debütált.
2024. május 28-án Ivan Hašek meghívta a 2024-es labdarúgó-Európa-bajnokságra utazó válogatott keretbe.

## Statisztika

### Klub
2021. május 23-i-i állapotnak megfelelően.
| Klub             | Szezon         | Bajnokság          | Bajnokság | Bajnokság | Kupa  | Kupa  | Nemzetközi | Nemzetközi | Egyéb | Egyéb | Összesen | Összesen |
| Klub             | Szezon         | Bajnokság          | Mérk.     | Gólok     | Mérk. | Gólok | Mérk.      | Gólok      | Mérk. | Gólok | Mérk.    | Gólok    |
| ---------------- | -------------- | ------------------ | --------- | --------- | ----- | ----- | ---------- | ---------- | ----- | ----- | -------- | -------- |
| Sparta Praha     | 2013–14        | Czech First League | 2         | 0         | 1     | 0     | 0          | 0          | —     | —     | 3        | 0        |
| Sparta Praha     | 2014–15        | Czech First League | 2         | 0         | 3     | 1     | 2          | 0          | 0     | 0     | 7        | 1        |
| Sparta Praha     | Összesen       | Összesen           | 4         | 0         | 4     | 1     | 2          | 0          | 0     | 0     | 10       | 1        |
| Bohemians        | 2015–16        | Czech First League | 27        | 8         | 1     | 0     | —          | —          | —     | —     | 28       | 8        |
| Sampdoria        | 2016–17        | Serie A            | 32        | 11        | 3     | 2     | —          | —          | —     | —     | 35       | 13       |
| AS Roma          | 2017–18        | Serie A            | 22        | 2         | 1     | 1     | 3          | 0          | —     | —     | 26       | 3        |
| AS Roma          | 2018–19        | Serie A            | 24        | 3         | 2     | 2     | 6          | 0          | —     | —     | 32       | 5        |
| AS Roma          | Összesen       | Összesen           | 46        | 5         | 3     | 3     | 9          | 0          | 0     | 0     | 58       | 8        |
| RB Leipzig       | 2019–20        | Bundesliga         | 22        | 10        | 1     | 0     | 4          | 0          | —     | —     | 27       | 10       |
| Bayer Leverkusen | 2020–21        | Bundesliga         | 29        | 9         | 2     | 1     | 5          | 3          | —     | —     | 36       | 13       |
| Karrier összes   | Karrier összes | Karrier összes     | 160       | 43        | 14    | 7     | 21         | 3          | 0     | 0     | 195      | 53       |

### Válogatott
| Nemzet     | Évek     | Pályára lépések | Gólok |
| ---------- | -------- | --------------- | ----- |
| Csehország |          |                 |       |
| 2016       | 3        | 1               |       |
| 2017       | 2        | 0               |       |
| 2018       | 9        | 4               |       |
| 2019       | 8        | 4               |       |
| 2020       | 0        | 0               |       |
| 2021       | 11       | 8               |       |
| Összesen   | Összesen | 33              | 17    |

### Góljai a válogatottban
| #  | Dátum               | Helyszín                                             | Ellenfél     | Találat | Végeredmény | Mérkőzés típusa                                |
| -- | ------------------- | ---------------------------------------------------- | ------------ | ------- | ----------- | ---------------------------------------------- |
| 1  | 2016. május 27.     | Kufstein Aréna, Kufstein, Ausztria                   | Málta        | 6–0     | 6–0         | Barátságos mérkőzés                            |
| 2  | 2018. március 26.   | Kuanghszi Sports Center, Nanning, Kína               | Kína         | 2–1     | 4–1         | 2018-as Kína–kupa                              |
| 3  | 2018. szeptember 6. | Městský városi stadion, Uherské Hradiště, Csehország | Ukrajna      | 1–0     | 1–2         | 2018–2019-es UEFA Nemzetek Ligája (B liga)     |
| 4  | 2018. október 13.   | Štadión Antona Malatinského, Nagyszombat, Szlovákia  | Szlovákia    | 2–1     | 2–1         | 2018–2019-es UEFA Nemzetek Ligája (B liga)     |
| 5  | 2018. november 19.  | Sinobo Stadium, Prága, Csehország                    | Szlovákia    | 1–0     | 1–0         | 2018–2019-es UEFA Nemzetek Ligája (B liga)     |
| 6  | 2019. június 7.     | Stadion Letná, Prága, Csehország                     | Bulgária     | 1–1     | 2–1         | 2020-as labdarúgó-Európa-bajnokság (selejtező) |
| 7  | 2019. június 7.     | Stadion Letná, Prága, Csehország                     | Bulgária     | 2–1     | 2–1         | 2020-as labdarúgó-Európa-bajnokság (selejtező) |
| 8  | 2019. június 10.    | Andrův stadion, Olomouc, Csehország                  | Montenegró   | 3–0     | 3–0         | 2020-as labdarúgó-Európa-bajnokság (selejtező) |
| 9  | 2019. szeptember 7. | Fadil Vokrri Stadium, Pristina, Koszovó              | Koszovó      | 1–0     | 1–2         | 2020-as labdarúgó-Európa-bajnokság (selejtező) |
| 10 | 2021. március 24.   | Arena Lublin, Lublin, Lengyelország                  | Észtország   | 1–1     | 6–2         | 2022-es labdarúgó-világbajnokság-selejtező     |
| 11 | 2021. június 8.     | Stadion Letná, Prága, Csehország                     | Albánia      | 1–0     | 3–1         | Barátságos mérkőzés                            |
| 12 | 2021. június 14.    | Hampden Park, Glasgow, Skócia                        | Skócia       | 1–0     | 2–0         | 2020-as labdarúgó-Európa-bajnokság             |
| 13 | 2021. június 14.    | Hampden Park, Glasgow, Skócia                        | Skócia       | 2–0     | 2–0         | 2020-as labdarúgó-Európa-bajnokság             |
| 14 | 2021. június 18.    | Hampden Park, Glasgow, Skócia                        | Horvátország | 1–0     | 1–1         | 2020-as labdarúgó-Európa-bajnokság             |
| 15 | 2021. június 27.    | Puskás Aréna, Budapest, Magyarország                 | Hollandia    | 2–0     | 2–0         | 2020-as labdarúgó-Európa-bajnokság             |
| 16 | 2021. július 3.     | Olimpiai Stadion, Baku, Azerbajdzsán                 | Dánia        | 1–2     | 1–2         | 2020-as labdarúgó-Európa-bajnokság             |

## Sikerei, díjai
- Sparta Praha
  - Cseh bajnok: 2013–14
  - Cseh kupa: 2013–14

- Bayer 04 Leverkusen
  - Német bajnok: 2023–24
  - Német kupa: 2023–24